# Índice de forma corporal

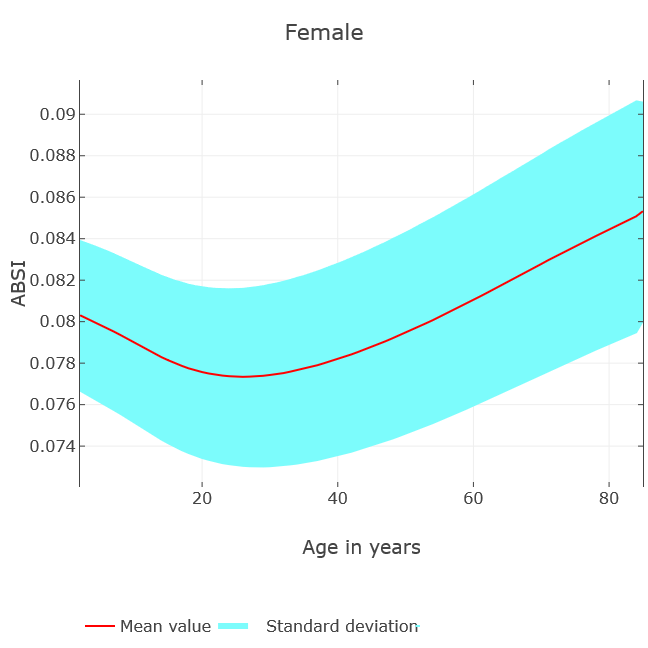
Diagrama de ABSI por edad para mujeres.

Un índice de forma corporal (ABSI, del inglés A body shape index) es una métrica para evaluar las implicaciones para la salud de una determinada altura del cuerpo humano, masa y circunferencia de la cintura. Se cree que la inclusión de este último hace que el ABSI sea un mejor indicador del riesgo de mortalidad por exceso de peso que el índice de masa corporal estándar. El ABSI se correlaciona solo ligeramente con la altura, el peso y el IMC, lo que indica que es independiente de otras variables antropométricas para predecir la mortalidad. 
Una crítica al IMC es que no distingue entre masa muscular y grasa y, por lo tanto, puede elevarse en personas con un IMC aumentado debido al desarrollo muscular en lugar de la acumulación de grasa por comer en exceso. Una mayor masa muscular en realidad puede reducir el riesgo de muerte prematura. Un ABSI alto parece corresponder a una mayor proporción de obesidad central o grasa abdominal. 
En una muestra de estadounidenses en la Encuesta Nacional de Examen de Salud y Nutrición, las tasas de mortalidad en algunos sujetos fueron altas tanto para el IMC como para circunferencias de cintura (WC) altas y bajas, un enigma familiar asociado con el IMC. Por el contrario, las tasas de mortalidad aumentaron proporcionalmente con el aumento de los valores de ABSI. La relación lineal no se vio afectada por ajustes por otros factores de riesgo, como fumar, diabetes, presión arterial elevada y colesterol en suero. 
La ecuación para el ABSI se basa en el análisis estadístico de la forma y se deriva de una regresión alométrica (con peso y altura en metros):
{\displaystyle ABSI={{\text{Circunferencia de la cintura  }} \over {IMC^{2 \over 3}\times Altura^{1 \over 2}}}}
Los estudios han asociado el ABSI con la mortalidad total y el riesgo cardiovascular, lo que indica que es útil para evaluar los riesgos cardio-metabólicos.